# Periodo refractario efectivo
El periodo refractario efectivo (ERP: Electric Refractory (Recovery) Period, por sus siglas en inglés. PRE en español.) es el intervalo de tiempo en el cual una célula excitable no puede volver a despolarizarse ni transmitir un nuevo potencial de acción a la siguiente célula.

## Neuronas
En el sistema nervioso, las neuronas se excitan ante la llegada de un potencial sináptico, que favorece la apertura de los canales de Na+ y la despolarización de la célula. Tras ello se inactivan los canales de sodio. La diferencia de potencial de membrana permite la apertura de los canales de potasio dependientes de voltaje y la hiperpolarización de la membrana celular. Finalmente, el potencial de membrana se restablece gracias a la bomba sodio-potasio ATPasa, alcanzando el potencial de reposo. Durante el periodo en el que la célula está despolarizada, no puede recibir ningún potencial de acción nuevo, debido a que sus canales de sodio permanecen cerrados, y no pueden abrirse en presencia de ninguna señal excitatoria. Solamente se volverán a abrir en el momento en el que la membrana alcance el potencial de reposo. Este periodo durante el cual no pueden generar un segundo potencial de acción se conoce como periodo refractario absoluto o efectivo (ERP). Para las fibras nerviosas tiene un valor de 1/2500 segundos.

## Músculo cardíaco
En el músculo cardíaco el periodo refractario absoluto o efectivo (ERP) es el periodo de tiempo en el cual un impulso cardíaco no puede re-excitar un cardiomiocito o a una célula excitada cuya membrana se encuentra despolarizada. Se dice, por tanto, que el músculo cardíaco es refractario a la re-estimulación durante un potencial de acción cardíaco. En los ventrículos es el intervalo donde no se produce conducción desde el nódulo atrioventricular al haz de His (fascículo atrioventricular). El periodo refractario es de 0,25 a 0,30 segundos para los ventrículos y 0,15 segundos para las aurículas, que es la duración de la meseta del potencial de acción cardíaco. La longitud de onda (duración) del PRE, determina la frecuencia máxima de potenciales de acción que se podrán generar en la célula.

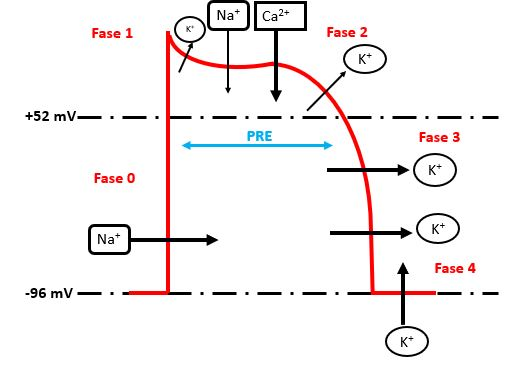
Imagen de las cuatro fases del potencial de acción cardíaco. PRE: Periodo Refractario Efectivo

### Periodo refractario relativo cardíaco
Se denomina periodo refractario relativo, a un intervalo de 0,05 segundos posterior al periodo refractario absoluto, donde el cardiomiocito se encuentra en un proceso de repolarización. Durante este periodo es difícil re-estimular al cardiomiocito, sin embargo, se consigue mediante una señal estimuladora muy intensa.

### Fibrilación auricular
En la fibrilación auricular, diversos factores de riesgo disminuyen la duración del periodo refractario efectivo en las aurículas, lo que permite la re-excitación y la entrada de nuevos potenciales de acción cardíacos. La generación de varios potenciales cardíacos simultáneos favorecidos por la remodelación del tejido auricular y el acortamiento de ERP, conducen a una contracción muscular irregular de las aurículas. Todo ello genera latidos irregulares que afectan al volumen de sangre que entra al ventrículo.